# Kim Greist
Kimberley Bret "Kim" Greist, född 2 maj 1958 i Stamford, Connecticut, är en amerikansk skådespelerska. Sedan 2001 har hon inte skådespelat. I tonåren jobbade hon även som modell.

## Filmografi
| År   | Titel                                                 | Roll                    |
| ---- | ----------------------------------------------------- | ----------------------- |
| 1984 | C.H.U.D.                                              | Lauren Daniels          |
| 1985 | Brazil                                                | Jill Layton             |
| 1986 | Manhunter                                             | Molly Graham            |
| 1987 | Throw Momma from the Train                            | Beth Ryan               |
| 1988 | Punchline                                             | Madeline Urie           |
| 1990 | Why Me?                                               | June Daley              |
| 1993 | Den otroliga vandringen                               | Laura Burnford - Seaver |
| 1995 | Houseguest                                            | Emily Young             |
| 1996 | Den otroliga vandringen 2 - På rymmen i San Francisco | Laura Burnford - Seaver |